# Dommartin (Pas-de-Calais)
Pour les articles homonymes, voir Dommartin.
Ancienne commune du Pas-de-Calais, Dommartin est aujourd'hui le site, sur l'Authie, d'une abbaye majoritairement en ruine : Abbaye Saint-Josse de Dommartin. En 1834, la commune de Dommartin, peuplée de 323 habitants au recensement de 1831, est supprimée, et son territoire partagé entre les communes de Tortefontaine, Raye-sur-Authie et Mouriez.
Durant la Révolution, la commune porte le nom de Liberté.